# MAS-38
MAS-38 a fost un pistol-mitralieră francez proiectat înainte de al Doilea Război Mondial și utilizat de forțele franceze și germane. Acesta a fost proiectat de un program de dezvoltare de arme care a avut loc între 1918 și 1922 sub controlul Service Technique de l'Armement.
Un pistol-mitralieră, o mitralieră ușoară și o pușcă semiautomată au fost dezvoltate pentru a înlocui toate armele mici existente. Constrângerile bugetare datorate obiective militare considerate prioritare cum ar fi construirea liniei Maginot a dus la întârzierea adoptării acestor noi arme.

## Istoric
Pistolet Mitrailleur MAS modèle 38 (Pistol mitralieră model MAS 38) a fost dezvoltat din pistolul mitralieră experimental MAS-35, el însuși derivat din STA 1922 și MAS 1924, atât în 9 mm, produs imediat după Primul Război Mondial. Înainte de dezvoltarea acestei arme, Franța a folosit o varietate de mitraliere din Germania și Elveția.
MAS, Manufacture d'Armes de Saint-Étienne, a fost un furnizor francez de arme care a fabricat mai multe arme de foc pentru armata franceză, inclusiv MAS-36, MAS - 49 și FAMAS . În prezent face parte din Nexter. Ministerul de război francez a aprobat producția de MAS-38 în 1938, dar aceasta a început în 1939.
Pe 28 aprilie 1945, partizanii italieni l-au ucis pe fostul dictator fascist Benito Mussolini cu un MAS-38.

## Utilizatori
- Franța
  -  Franța liberă
- Germania Nazistă
- Vietnam
  -  Vietnamul de Nord[3]
  -  Vietnamul de Sud[4]

## Legături externe
- en  French SE MAS 1935 submachine-gun (catalog no. FIR 6058) la Imperial War Museums
- es  Cartucho 7,65 x 20 Longue Arhivat în 4 martie 2016, la Wayback Machine.